# 5872 Sugano
5872 Sugano este un asteroid din centura principală de asteroizi.

## Descriere
5872 Sugano este un asteroid din centura principală de asteroizi. A fost descoperit pe 30 septembrie 1989 la Minami-Oda de Toshiro Nomura și Koyo Kawanishi. El prezintă o orbită caracterizată de o semiaxă mare de 2,25 ua, o excentricitate de 0,13 și o înclinație de 6,6° în raport cu ecliptica.